# Керсти Каљулаид
Керсти Каљулаид (ест. Kersti Kaljulaid; Тарту, 30. децембар 1969) естонска је политичарка, бивша председница Естоније од 2016. до 2021. године. Она је прва жена на челу Естоније од проглашења независности 1918. године, као и најмлађа особа на тој функцији, са својих 46 година.
Она је бивша државна службеница, служила је као представница Естоније при Европском финансијском суду од 2004. године до 2016. године. Након више неуспелих изборних кругова естонских председничких избора 2016. године, већина парламентарних партија ју је номиновало за заједничку кандидаткињу на место председника Естоније и она је била једина пријављена кандидаткиња у том кругу. Изабрана је за председницу државе 3. октобра 2016. године са 81 позитивним гласом и 17 уздржаних.

## Образовање
Године 1987, завршила је средњу школу 44 у Талину, а током студија била је члан студентског научног удружења, специјализујући се за орнитологију. Године 1992, дипломирала је на Универзитету Тарту уз похвале као биолог. Мастер је завршила на истом универзитету на пољу Пословни менаџмент. Њена теза гласи: "Riigi poolt asutatud sihtasutuste juhtimissüsteemi täiustamine", односно „Унапређење система организације фондација финансираних од стране државе”.

## Пословна каријера
Од 1996. до 1997. Каљулаид је била менаџер продаје у државној мобилној компанији Eesti Telefon, затим од 1997. до 1998. године као менаџер пројеката у компанији . Од 1998. до 1999. године радила је у одељењу за банкарско инвестирање у компанији . Од 1999. до 2002. године, била је запослена као економски саветник естонског премијера Марта Лара. Од 2002. до 2004. године била је директорка електране Иру која је у склопу државне енергетске компаније Eesti Energia. Била је прва жена на челу електране у Естонији.
Године 2004, када је Естонија постала чланица Европске уније, Керсти Каљулаид је постављена на место државне представнице у Европском финансијском суду. Од 2011. године, она је председница управног одбора на Универзитету у Тартуу.

## Политичка каријера
Каљулаид се изјашњава као либерални конзервативац. Подржавала је јако цивилно друштво уз мање државног уплитања, стављајући фокус на важност пружања помоћи онима у невољи. Исказује либералне ставове о социјалним питањима попут права ЛГБТ особа и имиграције. Често је објављивала своје мишљење у естонским медијима, у вези са ставом Естоније о социјалним и економским питањима. Такође, редовна је учесница политичких аналитичарских програма на радију Куку.
Од 2001. године до 2004. године, била је чланица политичке партије Pro Patria Union, из које је настала садашња партија Pro Patria and Res Publica Union, али се није кандидовала на изборима.
С обзиром на то да је њено чланство у Европском финансијском суду престало 7. маја 2016. године, она је најављена као нова управница Центра за изучавање лиценци PRAXIS од новембра 2015. године. Иако је влада Естоније требало да обезбеди њену замену у Суду до 7. фебруара 2016. године, то се није догодило до краја њеног уговора, те она и даље држи ту позицију.
Дана 19. фебруара 2016. године, новоосновани Саветодавни одбор за праћење развоја при естонском парламенту изабрао је Керсти за председницу одбора.
Након више неуспелих изборних кругова на естонским председничким изборима у августу и септембру 2016. године, такозвано „веће Стараца” естонског парламента, у чијем су саставу представници свих политичких странака, тражило је Керстин пристанак, а затим ју је предложило као једину кандидаткињу на место председника државе и свој избор ставило на гласање члановима парламента 3. октобра 2016. године. Њена кандидатура званично је поднета 30. септембра. Гласноговорник естонског парламента Еики Нестор изјавио је да је Керсти Каљулаид засигурно обезбедила 68 гласова од укупно 101 члана Парламента, али се тада још увек нису знали тачни резултати. На крају је објављено да је њену кандидатуру подржало 90 чланова парламента. Победила је на изборима са 81 позитивним гласом, 17 уздржаних и ниједним негативним, док је једино странка ЕКРЕ, која има 7 гласова, јавно изјавила да неће подржати њену кандидатуру.
Једини разлог противљења који се помињао током њене кандидатуре у медијима, било је то што је релативно непозната народу, у односу на друге кандидате који су имали кампање. Она се супротставила противљењима у свом отвореном писму јавности и на многим интервјуима, обећавајући да ће постати познатија широм земље, директно разговарајући са народом.

## Награде
- 2009. године, Естонски европски покрет ју је именовао Европљанком године;[27]
- 2014. године, Естонско отворена фондација јој је уручила Награду јединства за њене анализе и коментаре којима је објаснила функционисање Европске уније грађанима Естоније.[28]

## Лични живот
Керсти Каљулаид има ћерку и сина из првог брака, а постала је и баба. Њен други муж је Георги-Рене Максимовски, и имају два сина.
Керстин полубрат, политичар Рејмонд Каљулаид, начелник је северноталинског дистрикта.